# Tomohiko Murayama
Tomohiko Murayama (japanisch 村山 智彦 Murayama Tomohiko; * 22. August 1987 in Ichihara) ist ein japanischer Fußballspieler.

## Karriere
Murayama erlernte das Fußballspielen in der Schulmannschaft der Funabashi High School und der Universitätsmannschaft der Shizuoka-Sangyo-Universität. Seinen ersten Vertrag unterschrieb er 2010 bei Sagawa Shiga FC. Der Verein spielte in der dritthöchsten Liga des Landes, der Japan Football League. 2013 wechselte er zum Zweitligisten Matsumoto Yamaga FC. 2014 wurde er mit dem Verein Vizemeister der J2 League und stieg in die J1 League auf. Für den Verein absolvierte er 85 Erstligaspiele. 2016 wechselte er zum Ligakonkurrenten Shonan Bellmare. Für den Verein absolvierte er 27 Erstligaspiele. 2017 kehrte er zum Zweitligisten Matsumoto Yamaga FC zurück. 2018 wurde er mit dem Verein Meister der zweiten Liga und stieg in die erste Liga auf. Am Ende der Saison 2019 stieg der Verein wieder in die zweite Liga ab. Nach Ende der Saison 2021 belegte er mit dem Verein aus Matsumoto den letzten Tabellenplatz und musste in die dritte Liga absteigen.